# Taxa de reação
Em química e mais especificamente na área de cinética química taxa de reação ou, um tanto impropriamente¹, velocidade de reação é uma medida da rapidez com que uma reação se efetua. De modo mais preciso, é a taxa de variação das concentrações dos reagentes e produtos, divididos pelos respectivos coeficientes estequiométricos, independentemente do sinal algébrico obtido.
A taxa de reação pode determinar o tempo que um produto é formado à medida que o reagente é consumido de modo proporcional a concentração de produto formado. Por exemplo se x de reagente é consumido então x de produto é formado, no caso de uma reação simples.
A taxa é medida experimentalmente, pela concentração de produto formado dividido pelo intervalo de tempo de consumo dos reagentes nesse intervalo até um desses reagentes venha a ser o limitante da reação.
É aplicado em processos industrialmente importantes, em bioquímica  e em química ambiental.